# Isabelle Hoarau
Pour les articles homonymes, voir Hoarau.
Isabelle Hoarau est une femme de lettres française née en 1955 et habitant La Réunion, département d'outre-mer dans le sud-ouest de l'océan Indien. Elle est connue pour être l'un des principaux auteurs de littérature jeunesse réunionnaise depuis 1987 et l'une des conteuses phares de l'île. Elle est également poétesse, dramaturge, nouvelliste et romancière.
Isabelle Hoarau est aussi anthropologue, spécialisée en ethnobotanique. Experte des jardins créoles et de la flore réunionnaise, à travers des ouvrages, des conférences et initiations botaniques, elle oeuvre à mettre en lumière les savoirs traditionnels et la richesse du patrimoine végétal de l'île de La Réunion. Elle reçoit en 2014 la médaille de chevalier de l'Orde des Arts et des Lettres.

## Biographie
Isabelle Hoarau est née à Saint-Pierre à La Réunion le 18 octobre 1955. Dès 1981, elle se met à écrire de la poésie. Primée à l'Académie du Disque de poésie et à l'Académie de Paris, elle rejoint, en 1984, l'association des écrivains de langue française, parrainée par le poète Jean Albany. Elle publie son premier ouvrage en 1987, Soleillade, un recueil de poèmes. La même année, elle épouse le plasticien Gérard Joly, qui deviendra l'illustrateur principal des livres jeunesses de l'auteur, et édite son premier ouvrage de contes devenu un incontournable de la littérature réunionnaise, Contes de l'Île de la Réunion chez la maison d'édition Azalées. Sa démarche est à la fois inventive et enracinée dans les traditions orales réunionnaises, s'inscrivant dans la lignée des collecteurs de récits populaires tels que les Frères Grimm ou Charles Perrault.
À la suite d'une formation auprès de la conteuse française Agnès Chavanon, elle fait ses débuts comme conteuse en 1986 et initie par la suite L'heure du conte à Saint-Denis de la Réunion. Suivent d'autres publications de contes comme Contes et légendes de l'Île de la Réunion, Noël sous les Tropiques, La Légende du dodo chez Éditions Orphie, Marie Rose et le requin bleu et Les trois cailloux magiques chez Nathan, pour n'en citer que quelques-unes.
Doctorante en anthropologie en 1999 à l'Université de la Réunion, elle se spécialise en ethnobotanique. S'intéressant particulièrement au jardin créole réunionnais, elle publie des ouvrages sur le sujet : Les jardins créoles (1996) et L'art du jardin créole (1998).
Dramaturge, l'auteur a écrit et monté une comédie musicale Sauvage en 2006, inspirée par son voyage dans l'Océan Pacifique ainsi qu'une tragédie créole Tapkal jouée en 2009 traitant de la condition féminine et de l'histoire du marronnage.
Elle organise de 2005 à 2012 une manifestation mêlant l'Art et la Nature, Natur'Art qui a lieu au moment de la Sainte Fleur (vers le 5 octobre). Cet évènement réunit des artistes autour de la poésie.
Écrivain voyageur, Isabelle Hoarau a fait le tour du monde en famille en voilier de 1998 à 2001 d'où est né un récit de voyage Des îles à l'horizon, écrit à deux voix avec son mari, capitaine du voilier. Lors de ce périple, elle fait étape à Tahiti où elle devient journaliste pour le quotidien Les Nouvelles pendant un an. De retour, elle s'installe à Manapany-Les-Bains, dans le Sud de l’île de La Réunion, où elle a passé une partie de son enfance, qui reste son espace d’inspiration.
Écrivain engagé, Isabelle Hoarau dénonce les discriminations, mène des actions d'ouverture à la culture dans les prisons de la Réunion pour la Fondation du Groupe M6 et dans ses écrits, partage ces convictions de défense du droit des femmes tout en mettant avant la culture réunionnaise.
Elle a été récompensée par le Premier Prix insulaire de littérature jeunesse à Ouessant en 2008 pour son album Ma boîte à bonheur et est consacrée chevalier de l'Ordre des Arts et des Lettres en 2014.

## Œuvres

### Regards sur l'œuvre
Dans ses ouvrages, elle propose une nouvelle relation de l’homme et de la nature basée sur la vision édénique de la nature îlienne. Renouant avec la tradition des légendes messagères de sagesse et chemins initiatiques, elle lie le monde symbolique et le réel, puisant son inspiration dans l'univers exubérant des îles.

#### Romans et recueils
- 1987 – Soleillade, Éditions Udir
- 1987 – L'Île-femme, poésie réunionnaise au féminin, Éditions Udir
- 1990 – Grand livre d'or de la poésie réunionnaise d'expression française, anthologie, Éditions Conseil général de la Réunion
- 1996 – Les jardins créoles, Éditions Orphie
- 1998 – L’art du jardin créole, Éditions Orphie
- 2008 – Rimeurs, slameurs et autres rencontres, Éditions Udir
- 2008 – Les chants du silence, Éditions Orphie
- 2009 – Des îles à l’horizon, Éditions Orphie
- 2011 – Les plumes de Bourbon, Éditions Udir
- 2011 – Nouvelles Océan Indien, Éditions Archipel
- 2013 – Nouvelles de la Réunion, Éditions Magellan
- 2015 – Nouvelles Réunnionisme, Éditions Orphie
- 2016 – Les jardins de la Réunion, Éditions Canopé
- 2017 – Nénènes, porteuse d'enfance, Éditions Petra
- 2018 – Les mots d'une île à l'autre, Éditions Udir
- 2019 – Légendes amoureuses de Tahiti et des Îles du vent, Éditions Petra
- 2021 – Tapkal le royaume des nuages, Éditions du 20 décembre
- 2021 – Ravines et remparts, catalogue d'exposition avec Gérard Joly, autoédition
- 2021 – Oxygène, catalogue d'exposition avec Marie Hamon, autoédition
- 2021 – Les trésors oubliés de nos jardins, Éditions Orphie
- 2023 – Fan(M)zine - La mue - Filles à la peau de serpent, Éditions APDV production
- 2023 – Fan(M)zine - Girlz in the wood, Éditions APDV production
- 2023 – Le Brûlé et la Roche Écrite, Éditions Les Amis de Beaubassin

#### Littérature jeunesse
- 1987 – Contes de l'Île de la Réunion, Azalées Éditions
- 1987 – Le peintre et la rose, Éditions Orphie
- 1988 – La légende du dodo, Éditions Orphie
- 1991 – Noël sous les tropiques, Éditions Publicolor
- 1992 – Marie Rose et le requin bleu, Nathan
- 1992 – Les trois cailloux magiques, Nathan
- 1992 – Rêves de Noël, Olivier Créations
- 2000 – 1, 2, 3 les tortues sont là, Olivier Créations
- 2001 – Le mystère de la perle noire, Au vent des îles
- 2001 – Mon amie la raie, Au vent des îles
- 2005 – Les aventures de caméléon , Éditions Orphie
- 2007 – Ma boîte à bonheur, Océan Éditions
- 2010 – Le cadeau de la sirène, Éditions Orphie
- 2010 – Tralala, Epsilon Éditions
- 2011 – Je vois la vie en bleu, Surya Éditions
- 2011 – Comment le désert a disparu. Clermont-Ferrand : Reflets d'ailleurs.
- 2012 –  Le rêve bleu, Éditions Orphie
- 2012 – Contes de la Réunion, Éditions Reflets d'ailleurs
- 2013 – (réédité en 2020)  Contes et légendes de l’Ile de la Réunion, Éditions Orphie
- 2013 – Le dodo, mythes et légendes, Éditions Orphie
- 2014 – Contes de l’Ile de la Réunion, Éditions Orphie
- 2015 – Mais pourquoi donc les baleines à bosse ont-elle une bosse ?, Éditions Cyclone Saline
- 2016 – Mon ti jardin créole, Éditions Orphie
- 2017 – Eloi Julenon, le préfet noir, Éditions Orphie
- 2017 – La case a qui, Surya Éditions
- 2018 – La flore de la Réunion, l'île Maurice et Mayotte, Éditions Auzou
- 2018 – Sur le chemin de l’île, Éditions Orphie
- 2018 – Mais pourquoi donc le gecko porte-t-il les couleurs de l'arc-en-ciel ?, Éditions du Cyclone
- 2019 – Fables de La Réunion, Éditions Orphie
- 2018 – Je découvre la Réunion, Éditions Auzou
- 2024 – Ma boîte à bonheur, Éditions Brin de folie
- 2024 – 1, 2, 3, les tortues sont là, Éditions Orphie
- 2021 – Mais pourquoi donc le poisson clown fait-il le clown ?, Éditions du Cyclone
- 2021 – Mais pourquoi donc le requin marteau est-il marteau ?, Éditions du Cyclone
- 2021 – Ailleurs le plus beau des pays, Éditions Petra
- 2021 – Oscar en quête au jardin d'Eden, Éditions Orphie
- 2022 – Petite pousse verte, Éditions Alice au pays des virgules
- 2022 – Nyama, princesse esclave, Éditions Orphie
- 2024 – À la queue leu leu - le secret de ti tang, dessins AbeilOne, Éditions Orphie

## Prix et distinctions
- 2008 : Prix du Livre Insulaire d’Ouessant – Catégorie Jeunesse pour l’album Ma boîte à bonheur[4]
- 2009 : Sélection pour le Prix Écrivain de Mer au Festival Livre & Mer de Concarneau
- 2012 : Marraine du Salon du livre de jeunesse de l’océan Indien[2]
- 2013 : Sélection pour le Prix René Caillé pour Des îles à l’horizon
- 2013 : Prix White Ravens - Foire du livre de jeunesse de Bologne pour l'album Comment le désert a disparu ?[5]
- 2014 : Chevalier de l'Ordre des Arts et des Lettres[1]
- 2017 : Trophée des femmes précieuses de l'art et création de la Réunion[6]
- 2022 : Trophée des talents culturels de Petite-Île
- 2024 : Marraine du Salon du Livre de Saint-Joseph
- 2025 : Prix Zarboutan Fnac Réunion